# 934 Thüringia
934 Thüringia eller 1920 HK är en asteroid i huvudbältet, som upptäcktes den 15 augusti 1920 av den tysk-amerikanske astronomen Walter Baade i Bergedorf. Den har fått sitt namne efter en Atlantångare.
Asteroiden har en diameter på ungefär 53 kilometer.